# Andance
Andance ist eine französische Gemeinde mit 1193 Einwohnern (Stand 1. Januar 2022) in der Region Auvergne-Rhône-Alpes. Sie liegt im Département Ardèche. Die Bewohner werden Andançois(es) genannt.

## Geographie
Die Gemeinde erstreckt sich direkt am rechten (westlichen) Ufer der Rhône und grenzt dabei an die Nachbarkommunen Saint-Rambert-d’Albon und Sarras. Die nächstgrößte Stadt ist Annonay in 10 Kilometern Entfernung Richtung Südwesten. Zusammen mit dem Dorf Andancette am gegenüberliegenden Ufer, bildet Andance einen Doppelort. Der Fluss Cance mündet an der Grenze zur Nachbargemeinde Sarras in die Rhône.

## Geschichte
Schon zu Zeiten des Römischen Reichs war Andance besiedelt und galt damals, zusammen mit der am linken Rhôneufer gelegenen Gemeinde Andancette im Département Drôme, als wichtiger Verkehrspunkt zwischen Mittelmeer und Alpen entlang der Rhône. Als phönizische Kolonie ist der Ort für seine Schiffsfahrertradition bekannt und besaß lange Zeit einen Güterhafen. Das gallische Wort ande bezeichnet auch eine Stelle, die über ein Furt passierbar ist. Der Kai von Andance wird derzeit neu hergerichtet, um den Vergnügungsschiffen einen Anlegeplatz zu bieten und die Promenade zu verschönern.
Im 13. Jahrhundert gehörte der Ort zum Besitz des Grafen von Thorrenc, im 15. Jahrhundert wurden dort vier Marktplätze errichtet, die Andance heute noch das bekannte Flair einer phönizischen Hafenstadt einbringen.
Im Zweiten Weltkrieg wurden große Teile der Stadt zerstört, danach aber wieder aufgebaut.

### Bevölkerungsentwicklung
| Jahr                       | 1962 | 1968 | 1975 | 1982 | 1990 | 1999 | 2006 | 2018 |
| Einwohner                  | 896  | 926  | 1030 | 920  | 1009 | 984  | 1116 | 1202 |
| Quellen: Cassini und INSEE |      |      |      |      |      |      |      |      |

## Wirtschaft und Tourismus
Der frühere Binnenhafen der Gemeinde, der als wichtiger Umschlageort an der Rhône zwischen dem Mittelmeer und der Großstadtregion Lyon fungierte, bildet heute eine Anlegestelle für die Jachten reicher Bewohner, die den Fluss verlassen wollen.

### Sehenswürdigkeiten
Andance ist bekannt für seine historische Altstadt entlang der Rhône mit dem Flair einer Hafenstadt. Der mittelalterliche Schutzwall stammt noch aus der Zeit der Grafen von Albon. Ein steinernes Kreuz auf dem Place du Cloître zeigt die Köpfe der Heiligen, zu deren Ehren drei Kreuze auf dem Aussichtspunkt Châtelet errichtet worden sind. Über dem First des Kreuzes, ist ein Boot eingraviert worden, das von einem Stern geführt wird.
Die Hängebrücke über der Rhône, die Andance mit Andancette verbindet, ist die Älteste in Frankreich, die noch benutzt wird. Sie wurde 1827 vom Architekten Marc Seguin konstruiert und am 30. August bei einem Bombardement im Zweiten Weltkrieg zerstört. Anschließend erfolgte ein Neuaufbau, bei dem die Brücke von einem Schiffsfahrerkreuz aus Eisen geschmückt wurde, das an die Versuche zahlreicher Männer zur damaligen Bändigung der wilden Rhône erinnert.
Die Kirche aus dem 13. Jahrhundert wurde 1295 vom früheren Abt des Klosters Cluny Bertrand de Colombier gebaut und beherbergt ein Kreuz zu Gedenken an die Besatzung der Marine entlang der Rhône. Die Kapelle Saint-Bosc inmitten von Weinstöcken ist dem Märtyrer Saint-Barral gewidmet, der als bekennender Christ in Antiochia sein Leben ließ.
Ein antikes Relikt ist die römische Ruine La Sarrasinière, ein Siegerdenkmal der Römer im Kampf gegen die Gallier und Allobroger im ersten Jahrhundert. Während der Invasion der Araber im 8. Jahrhundert wurde das Gebäude stark verstümmelt. Heute weiß man, dass es sich bei der Ruine um ein antikes Mausoleum handelt, in dem Urnen reicher römischer Soldaten und Bürger aufbewahrt wurden.
Den besten Blick über das Gemeindegebiet hat man vom 360 Meter hohen Hügel Châtelet, der schon im vierten Jahrhundert ein Heiligtum der Römer war. Später wurde er zu einer frühchristlichen Nekropolis umgebaut. Heute sind davon keine Überreste mehr sichtbar. Nur noch Funde von Grabesinschriften und Fragmente, die im 19. Jahrhundert entdeckt wurden, bestätigen die Existenz christlicher Gräber auf diesem Gebiet. Ein Kreuzweg erinnert nun an eine Epoche, in der Christen verfolgt wurden. Die drei Kreuze stehen für die Heiligen Agathon, Orianée und Pompina, die aus religiösen Gründen getötet worden sind.